# ديك كلاين
ديك كلاين (بالإنجليزية: Dick Klein)‏ هو لاعب كرة قدم أمريكية أمريكي، ولد في 11 فبراير 1934 في بانا في الولايات المتحدة، وتوفي بنفس المكان في 27 ديسمبر 2005.

## وصلات خارجية
- ديك كلاين على موقع مرجع كرة القدم المحترفة.كوم (الإنجليزية)